# Sancho de Rojas
Sancho de Rojas (Alcalá de Henares, c. 1369–Alcalá de Henares, 24 de octubre de 1422), también conocido como Sancho Sánchez de Rojas, fue un religioso y militar español, que ejerció como canónigo, ocupó el obispado de Palencia y el arzobispado de Toledo. Fue una de las personalidades más importantes de las postrimerías del siglo XIV y los comienzos del XV en la Corona de Castilla, ejerciendo, de facto, como regente de Castilla en la minoría de edad de Juan II.

## Biografía
Sancho de Rojas fue hijo de Juan Martínez de Rojas, señor de Monzón, de Cavia y de Cuzcurrita, y de su esposa María Fernández de Rojas. Fue tío de Diego Gómez de Sandoval y Rojas. Su familia era, según Fernán Pérez de Guzmán, «antiguo e buen linaje de caballeros; su solar, en Burueña». Sigue el autor con una descripción física de Sancho de Rojas, del que dice que era:

Alto de cuerpo e delgado e descolorado en el rostro, pero de buena persona de muy sotil engenio, muy discreto e buen letrado. Ayudó e amó mucho a sus parientes. Era muy sentible e, por consiguiente, asaz vindicativo, mas que a perlado se conuenía, pero a fin de mandar e rigir e aun de se bengar, algunas vezes usaua de algunas cabtelas e artes. En todo lo demás, fue notable perlado
Fernán Pérez de Guzmán

El 27 de agosto de 1418, su sobrino firmó un documento obligándose a devolver a su tío los 16 700 florines de oro que le había prestado para la compra de Zea y su tierra.
Se formó en Toulouse y en Salamanca, ciudades en las que estudió Cánones y, con tan solo diecinueve años, recibió las canonjías de Salamanca y Burgos. El mismo rey de Castilla, Juan I, lo avaló ante el papa para que se dispensase su mocedad y pudiese, de esta manera, acceder a los cargos eclesiásticos. En ese tiempo, fue protegido del conde de Ribadeo, Ruy López Dávalos, quien de hecho solicitó cargos eclesiásticos para él en 1403. 

### Obispo de Palencia
En 1397, a la corta edad de veintiocho años, obtuvo el obispado de Palencia, gracias a la intercesión que el rey don Juan había tenido para él ante el Roma. Así, para 1399, ya aparece ocupando este cargo y, para las mismas fechas, estuvo en Portugal ejerciendo como embajador de Castilla en la corte lusa. Su presencia en Portugal es harto importante para la Corona, pues ambos reinos se habían enzarzado pocos años antes en una guerra fruto de la crisis sucesoria en Lisboa. La derrota castellana en Aljubarrota vino a garantizar la independencia de Portugal del que fuera su reino madre, pero no solucionó las relaciones entre ambos reinos, enfrentados además por sus alianzas opuestas en la Guerra de los Cien Años.
Una vez murió Enrique III con apenas veintiocho años, llegó al trono su hijo, Juan II, que contaba con un año. Durante esta minoría de edad, Sancho de Rojas tuvo un papel protagónico; tanto es así que, en las Cortes de Segovia de 1407, el entonces obispo de Palencia realizó la alocución en nombre del clero y apostó por la política militar del infante don Fernando, que compartía la regencia con la reina Catalina de Lancaster. Con el infante don Fernando participó en la acción contra Setenil, que terminó en fracas, en ese mismo año 1407. Miembro del Consejo Real acompañó al regente en la Toma de Antequera en 1410, destacando en la defensa de un otero que desde entonces llevó el nombre de Otero del Obispo. De este apoyo obtuvo, además, el condado de Pernía. Con él se inauguró la tradición de conceder este título a los cabezas del obispado palentino, que mantuvo Juan II ya como rey de facto. 
Su papel destacado en la política del reino no le impidió preocuparse por el gobierno de su obispado. Quiso él que se terminase la sillería del coro de la catedral, y ayudó a su conclusión con fondos propios, cosa que mereció el sentido agradecimiento del Cabildo catedralicio. Sin embargo, lo más destacado de su episcopado fueron los sínodos que se celebraron por iniciativa suya: el de 1402 se ocupó de la organización disciplina eclesiástica; el de 1411, por su parte, se dedicó al encargo a Juan Sánchez, provisor y vicario general de la diócesis palentina, doctor en decretos, deán de Calahorra, abad de Lavanza y canónigo de Palencia, de la unificación de las constituciones eclesiásticas en una única que acabase con la desaforada abundancia de legislaciones. Exactamente un año después, tal y como se había pedido, Juan Sánchez presentó la constitución, que se aprobó el 3 de mayo de 1412. Se especula con que el haber recurrido a Juan Sánchez denota que el obispo no podía ocuparse cuanto quisiera de su diócesis, por lo que debió apoyarse en gente docta como el deán de Calahorra.

#### El Compromiso de Caspe
En ese año de 1412, Catalina de Lancaster decidió enviar una embajada a Aragón para reclamar los derechos que el regente don Fernando tenía sobre su corona. La muerte sin descendencia de Martín I el Humano había dejado la Corona de Aragón en una delicada situación, con hasta seis candidatos al trono. La ausencia de Luis II de Nápoles, de la Casa de Anjou y principal rival de Fernando, por estar atendiendo sus asuntos en Nápoles, favoreció a la posición del infante. La reina Catalina depositó en Sancho de Rojas toda su confianza, enviándolo al frente de la embajada que acudió al reino vecino. Allí, Rojas impuso la candidatura de don Fernando al trono de Aragón, al que el Compromiso de Caspe del 28 de junio de 1412 reconoció como rey de Aragón y conde de Barcelona. Además, con motivo de dicha embajada, intervino, junto con el arzobispo de Sevilla, Alonso de Egea, y el obispo de Plasencia, Vicente Arias de Balboa, en las negociaciones para pactar el matrimonio entre la infanta doña María, hija de Enrique III, y don Alfonso, hijo de Fernando de Antequera. Este último, aún regente de Castilla, lo promocionó a arzobispo de Toledo y, por tanto, primado de España en 1415. Su nombramiento recibió el visto bueno del papado el 26 de junio de ese mismo año.

### Arzobispo de Toledo
Como arzobispo de Toledo, se convirtió en la principal autoridad eclesiástica de la Corona de Castilla. Supo manejar la situación política en su favor, pasando a ser uno de los principales consejeros de la reina regente. Una vez que murió el rey aragonés el gobierno del reino se unificó, quedando en manos de la reina y de su consejero, Sancho de Rojas, toda la Corona de Castilla. 
Después de la muerte el 1 de junio de 1418 de la regente, la reina madre Catalina de Lancaster, se estableció un consejo de regencia, en el que la figura más destacada era Sancho de Rojas, que además custodió personalmente al rey don Juan. Gracias a su influencia los infantes de Aragón lograron uno de sus objetivos: el matrimonio del joven rey Juan II con uno de ellos, la infanta María. Al surgir la rivalidad entre los dos infantes de Aragón se alineó con don Juan, apoyo que continuó tras la proclamación de la mayoría de edad del rey Juan II por las Cortes reunidas en Madrid el año 1419.
Tras el golpe de Tordesillas de julio de 1420 continuó al lado del infante Juan de Aragón, al que le comunicó el secuestro del rey don Juan en una carta enviada a Pamplona, enfrentándose al grupo de su hermano, el infante Enrique de Aragón, que había protagonizado dicho golpe. Llegó a reunir tropas junto al infante preparándose para liberar al rey, pero la aparente sumisión del rey al infante le hizo disolverlas y refugiarse en Alcalá de Henares para evitar entrar en la ira regia.
Desde ese momento hasta su muerte se mantuvo siempre cerca del rey, colaborando con él en el gobierno del reino siempre que pudo. Cuando falleció el 22 de octubre de 1422 se encontraba en Alcalá de Henares, siguiendo a la Corte pues, según reza la crónica de Pedro Carrillo de Huete, tenía grandes deseos «de entender en la gobernaçión del reyno». El rey Juan se encontraba de cacería en el Real de Manzanares cuando falleció el arzobispo, aplazándose las exequias hasta el regreso del rey. Los restos del obispo fueron llevados a su sede toledana, donde también se trasladaron los monarcas. A su muerte, su destacadísimo papel en la política castellano lo ocupó don Álvaro de Luna, amigo personal de Juan II.
En 1417 el papa Martín V le había concedido facultad para testar, nombrando a su sobrino Juan de Rojas Manrique, alcalde mayor de los hijosdalgo de Castilla y doncel del rey, su heredero universal. 
Uno de los hitos más importantes como prelado fue la erección de la capilla de San Pedro en la Catedral de Toledo. Fundó varias capellanías y dotó la capilla, lugar elegido para su enterramiento, con numerosos bienes. La capilla, encargada al arquitecto Alvar Martínez, se concluyó al poco tiempo de su muerte y en ella descansan hoy sus restos.

## Sucesión
| Predecesor: Pedro V       | Obispo de Palencia 1406 – 1415  | Sucesor: Alonso de Argüello         |
| Predecesor: Pedro de Luna | Arzobispo de Toledo 1415 – 1422 | Sucesor: Juan Martínez de Contreras |